# Gold (September)
Gold è una raccolta della cantante pop svedese September, pubblicato in Svezia il 14 novembre 2008 dall'etichetta discografica Catchy Music.
La raccolta è uscita nello stesso anno in cui sono stati pubblicati i dischi September e Dancing in Orbit, album di debutto in Stati Uniti, Canada, Australia, Paesi Bassi e Belgio, per mantenere vivo l'interesse per la cantante anche in Svezia.

## Tracce
CD (Catchy Tunes / Family Tree 060251792438 (UMG) [de] / EAN 0602517924383)
1. Cry for You (UK Radio Edit by Dave Ramone) – 2:45 (Jonas van der Burg, Anoo Bhagavan, Niclas von der Burg)
2. Because I Love You – 3:16 (Jonas van der Burg, Anoo Bhagavan, Niclas von der Burg)
3. Can't Get Over – 3:02 (Jonas van der Burg, Anoo Bhagavan, Niclas von der Burg)
4. Candy Love – 2:46 (Jonas van der Burg, Anoo Bhagavan, Niclas von der Burg)
5. R.I.P. – 3:49 (Jonas van der Burg, Anoo Bhagavan, Niclas von der Burg)
6. Looking for Love – 3:24 (Jonas van der Burg, Anoo Bhagavan, Niclas von der Burg)
7. Satellites – 3:16 (Jonas van der Burg, Anoo Bhagavan, Niclas von der Burg)
8. Flowers on the Grave – 4:17 (Jonas van der Burg, Anoo Bhagavan, Niclas von der Burg)
9. It Doesn't Matter – 3:45 (Jonas van der Burg, Anoo Bhagavan, Niclas von der Burg)
10. Sacrifice – 3:56 (Jonas van der Burg, Anoo Bhagavan, Niclas von der Burg)
11. Sad Song – 2:57 (Jonas van der Burg, Anoo Bhagavan, Niclas von der Burg)
12. Freaking Out – 3:23 (Jonas van der Burg, Anoo Bhagavan, Niclas von der Burg)
13. Taboo – 3:43 (Jonas van der Burg, Anoo Bhagavan, Niclas von der Burg)
14. Midnight Heartache – 3:44 (Donna Weiss, Jonas van der Burg, Anoo Bhagavan, Jackie DeShannon, Niclas von der Burg)
15. Until I Die – 3:44 (Jonas van der Burg, Anoo Bhagavan, Niclas von der Burg)
16. End of the Rainbow – 3:37 (Jonas van der Burg, Anoo Bhagavan, Niclas von der Burg)
17. Because I Love You (Jazzy Candlelight Version) – 3:52 (Jonas van der Burg, Anoo Bhagavan, Niclas von der Burg)
18. Cry For You (Candlelight Remix) – 3:06 (Jonas van der Burg, Anoo Bhagavan, Niclas von der Burg)
19. Satellites (Live Acoustic Version) – 3:02 (Jonas van der Burg, Anoo Bhagavan, Niclas von der Burg)

Durata totale: 65:24
- Extra:

1. Cry For You (UK Video)
2. Cry For You (September Live Acoustic Version for UK TV "Freshly Squeezed")